# Uładzimir Chwaszczynski
Uładzimir Chwaszczynski (biał. Уладзімір Хвашчынскі, ros. Владимир Хващинский, Władimir Chwaszczinskij; ur. 10 maja 1990 w Bobrujsku) – białoruski piłkarz występujący na pozycji napastnika.

## Kariera klubowa
| Sezon | Klub          | Kraj     | Rozgrywki        | Mecze | Bramki |
| ----- | ------------- | -------- | ---------------- | ----- | ------ |
| 2008  | Dynama Brześć | Białoruś | Wyszejszaja liha | 4     | 0      |
| 2009  | Dynama Brześć | Białoruś | Wyszejszaja liha | 9     | 0      |
| 2010  | Dynama Brześć | Białoruś | Wyszejszaja liha | 20    | 4      |
| 2011  | Dynama Brześć | Białoruś | Wyszejszaja liha | 29    | 4      |
| 2012  | Dynama Brześć | Białoruś | Wyszejszaja liha | 28    | 9      |
| 2013  | Dynama Mińsk  | Białoruś | Wyszejszaja liha | 24    | 3      |
| 2014  | Dynama Mińsk  | Białoruś | Wyszejszaja liha | 5     | 0      |
| 2014  | FK Mińsk      | Białoruś | Wyszejszaja liha | 16    | 6      |
| 2015  | FK Mińsk      | Białoruś | Wyszejszaja liha | 25    | 10     |
| 2016  | Dynama Mińsk  | Białoruś | Wyszejszaja liha | 21    | 8      |